# إيليزا كلارك (مؤلفة)
إيليزا كلارك (بالإنجليزية: Eliza Clark)‏ (22 مايو 1963، تورونتو في كندا)؛ كاتِبة وروائية كندية. درست في جامعة يورك.